# Vahagn Davtian
Vahagn Davtian –en armenio, Վահագն Դավթյան– (Ereván, URSS, 19 de agosto de 1988) es un deportista armenio que compite en gimnasia artística, especialista en las anillas.
Ganó tres medallas en el Campeonato Europeo de Gimnasia Artística entre los años 2016 y 2023. En los Juegos Europeos de Minsk 2019 obtuvo una medalla de plata en su especialidad.

## Palmarés internacional
| Juegos Europeos    | Juegos Europeos     | Juegos Europeos   | Juegos Europeos |
| Año                | Lugar               | Medalla           | Categoría       |
| ------------------ | ------------------- | ----------------- | --------------- |
| 2019               | Minsk (Bielorrusia) | Medalla de plata  | Anillas         |
| Campeonato Europeo |                     |                   |                 |
| Año                | Lugar               | Medalla           | Prueba          |
| 2016               | Berna (Suiza)       | Medalla de plata  | Anillas         |
| 2019               | Szczecin (Polonia)  | Medalla de bronce | Anillas         |
| 2023               | Antalya (Turquía)   | Medalla de plata  | Anillas         |